# Por la ventana
«Por la ventana» es la segunda canción del álbum Audiovisión del cantante chileno Gepe. La canción salió como primer sencillo en 2010. Es una de las canciones más populares del artista.

## Personal
- Gepe: Voz, guitarra, teclado y programación.
- Pedropiedra: Bajo eléctrico.
- Cristián Heyne: Programación.

## Recepción

### Críticas
En general, la canción recibió críticas muy positivas. En la revisión del álbum, el crítico Carlos Reyes de Club Fonograma escribió que
la canción: "'Por la ventana' sirve como una sugerencia de dejar la ventana de tu habitación, y sí... el corazón y la mente, abierta, que sea el escape para la ropa sucia que dolorosamente llevamos y tomar ventaja de la ventilación que proporciona el cantar alto, sigo, me voy... ahora me siento mejor así [...] la encarnación de la personalidad de Gepe esta revelada en ésta canción". La página web Super 45 escribió: "[...] piano, guitarra, bases programadas y un gracioso sampleo con aires hip-hop, enmarcan una dulce canción que agradece la existencia de los detalles en el día a día".

### Listas
- Los mejores temas de 2010 según "Region Cuatro" (México): #1

## Video musical
El video fue dirigido por Luciano Rubio y cuenta con la participación de Gepe, Pedropiedra, Valeria Jara, Amalia y Fernando Milagros.

## Presentaciones en vivo
En las primeras presentaciones Gepe interpretaba esta canción desde la guitarra acompañado con Valeria Jara en teclado y Pedropiedra en bajo. A partir de 2011 la interpreta con Felicia Morales en teclado y Pedropiedra en guitarra. 
En la actualidad es una de las pocas canciones junto con Alfabeto y Un día ayer que toca del disco Audiovisión. Formó parte de su lista de canciones en Vive Latino, Lollapalooza Chile 2013 y XLIV Festival del Huaso de Olmué.

## Listas musicales
| Año  | Lista                       | Posición |
| ---- | --------------------------- | -------- |
| 2010 | Chile Top 100 Singles Chart | 84       |

## En la cultura popular
- 2010: Banda de sonido de la telenovela colombiana "Niñas mal" de MTV Latinoamérica.
- 2011: Banda de sonido de la telenovela chilena "Peleles" de Canal 13.
- 2012: Banda sonido de la película chilena "Joven y Alocada" de Marialy Rivas.
- 2017: Intro, promo y tema central del programa chileno Aqui nos vemos de TVN.

## Versiones
- En 2010, la banda mexicana Torreblanca realizó una versión del tema.
- Desde 2012, el instituto profesional chileno Inacap utiliza una versión instrumental del tema para sus publicidades.

Versiones en vivo
- El 22 de julio de 2011, Manuel García interpretó, junto a Gepe como músico invitado, una versión de "Por la ventana" durante el concierto en el Teatro Caupolicán.